# Лапутруа (кантон)
Лапутруа́ (фр. Lapoutroie) — упразднённый кантон во Франции, в департаменте Верхний Рейн в регионе Эльзас в округе Рибовилле.
До реформы 2015 года в состав кантона административно входили 5 коммун:
| Код INSEE | Коммуна  | Французское название | Площадь, км² | Население, чел. (2012) |
| --------- | -------- | -------------------- | ------------ | ---------------------- |
| 68044     | Ле-Боном | Le Bonhomme          | 21,98        | 812                    |
| 68097     | Фрелан   | Fréland              | 19,74        | 1377                   |
| 68173     | Лабарош  | Labaroche            | 13,44        | 2244                   |
| 68175     | Лапутруа | Lapoutroie           | 21,12        | 1924                   |
| 68249     | Орбе     | Orbey                | 46,02        | 3647                   |

По закону от 17 мая 2013 и декрету от 21 февраля 2014 года количество кантонов в департаменте Верхний Рейн уменьшилось с 31 до 17. Новое территориальное деление департаментов на кантоны вступило в силу во время выборов 2015 года. После реформы кантон был упразднён. Коммуны переданы в состав кантона Сент-Мари-о-Мин.

## Консулы кантона
| Период      | Консул            | Должность                      |
| ----------- | ----------------- | ------------------------------ |
| 1976 — 1994 | Claude Didierjean |                                |
| 1994 — 2008 | Jean Schuster     | Мэр коммуны Орбе (1989 — 2008) |
| 2008 — 2015 | Guy Jacquey       | Мэр коммуны Орбе (с 2008)      |